# 5282 Yamatotakeru
Az 5282 Yamatotakeru (ideiglenes jelöléssel 1988 VT) a Naprendszer kisbolygóövében található aszteroida. Oshima Y. fedezte fel 1988. november 2-án.